# Condado de Polk (Tennessee)
O Condado de Polk é um dos 95 condados do estado americano do Tennessee. A sede do condado é Benton, e sua maior cidade é Benton. O condado possui uma área de 1 146 km² (dos quais 19 km² estão cobertos por água), uma população de 16 050 habitantes, e uma densidade populacional de 14 hab/km² (segundo o censo nacional de 2000). O condado foi fundado em 1839.